# Spijt!
Spijt! (Brasil: Um Grito de Socorro / Portugal: Desculpa!) é um filme neerlandês de 2013 do gênero drama dirigido por Dave Schram, baseado no livro de Carry Slee.

## Sinopse
Jochem (Stefan Collier) é um adolescente atormentado na escola por um grupo de colegas da sua turma. Seus colegas testemunham a situação mas fingem que não estão vendo, por medo de represálias. Vera (Dorus Witte) e David (Robin Boissevain) são os únicos que se mostram decididos a ajudá-lo.
Jochem encontra um cachorro abandonado nas dunas e, mais tarde, visita o abrigo para animais onde conhece Vera e, desde então, começam a se encontrar frequentemente. Ele se apaixona por Vera e decide falar isso na festa da turma, onde acaba sendo educadamente dispensado por ela. No mesmo dia, Jochem sofre bullying e é forçado a beber bebidas alcoólicas. Ao fim da festa, todos voltam para casa exceto Jochem. Sua mãe (Jessica Zeylmaker) fica preocupada e comunica a polícia.
Vera e David saem a procura de Jochem e vão até o lago onde encontram seu cachorro fazendo acreditarem que ele estaria por perto. A polícia vai ao local e começa as buscas. Durante o treino da turma, o diretor da escola informa aos alunos que Jochem está morto e que seu corpo foi encontrado no lago.
A notícia da morte de Jochem deixa todos horrorizados. Todos percebem a real situação onde estavam inseridos e decidem ajudar a mãe de David (Roos Ouwehand), que é jornalista, a publicar uma matéria sobre bullying.
Por fim Sanne (a que praticou o bullying) revela o porque fez o ato de bullying com o Jochem, que foi porque teve que cuidar de seu pai cadeirante que também era gordinho e agia como um "porco" sem a intenção de ofender.
Por isso descontou toda sua raiva em Jochem.

## Elenco
- Stefan Collier como Jochem
- Robin Boissevain como David
- Dorus Witte como Vera
- Charlotte Bakker como Sanne
- Nils Verkooijen como Justin
- Rick van Elk como Remco
- Dave Mantel como Tino
- Gregory Samson como Niels
- Brahim Fouradi como Youssef
- Eileen Farnham como Manon
- Fabiënne Bergmans como Nienke
- Roos Ouwehand como mãe de David
- Rick Nicolet como avó
- Jessica Zeylmaker como mãe de Jochem
- Edo Brunner como pai de Jochem